# Толуй
Толуй, Тулуй (монг. Толуй,кит. 拖雷, Tuōléi *біля 1193 — †1232) — державний діяч Великого Монгольского Улусу, воєнначальник. Четвертий, молодший син Чингісхана та його головної дружини Борте. Носив прізвисько Єке-нойон («Великий нойон»). У 1227—1229 роках після смерті Чингісхана й до обрання нового великого хана був регентом Монгольської імперії.
Старшою дружиною Толуя була Соркактані, племінниця кераїтского Ван-хана. Соркактані, християнка несторіанскої віри. Виховала дітей — Мунке, Хубілая, Хулагу та Ариг-бугу — в дусі поваги до християнскої релігії. За законами Яси вони не могли бути охрещені, однак це не заважало Ариг-Бугові відкрито сповідувати християнство, а Мунке та Хулагу керуватися в політиці інтересами своїх несторіанських підлеглих, наслідком чого став Жовтий хрестовий похід.